# Savage Poetry
Savage Poetry, виданий в 1995 році, альбом власного виробництва німецького павер-метал гурту Edguy, який часто розглядають як демо. Був перевиданий з іншим трек-листом і обкладинкою у 2000 році.

## Список композицій
1. "Key to My Fate" - 4:36
2. "Hallowed" - 6:30
3. "Misguiding Your Life" - 4:11
4. "Sands of Time" - 5:07
5. "Sacred Hell" - 6:09
6. "Eyes of the Tyrant" - 8:32
7. "Frozen Candle" - 7:57
8. "Roses to No One" - 5:48
9. "Power and Majesty" - 5:10

## Учасники
- Тобіас Саммет - вокал, бас-гітара, клавішні
- Йенс Людвіг - гітара
- Дірк Зауер - гітара
- Домінік Щторх - ударні